# Аветисян, Ерджаник Георгиевна
Ерджани́к Гео́ргиевна Аветися́н (арм. Երջանիկ Ավետիսյան; род. 7 декабря 1969, Айгезард, Армянская ССР) — армянский и российский стрелок, многократная чемпионка России, Европы и мира по стендовой стрельбе. Заслуженный мастер спорта России (2000). 

## Биография
Ерджаник Аветисян родилась 7 декабря 1969 года в селе Айгезард Арташатского района Армянской ССР. Начала заниматься стендовой стрельбой под руководством заслуженного тренера СССР Гора Барсегяна. В качестве своей специализации выбрала стрельбу на круглом стенде (скит). В 1993 году окончила Армянский институт физической культуры.
Первый крупный успех на международном уровне пришёл к Ерджаник Аветисян в 1992 году. На чемпионате Европы по стендовой стрельбе в Стамбуле она завоевала золотые медали как в личном зачёте так и в составе Объединённой команды. В 1993–1994 годах выступала за Армению. В 1994 году становилась чемпионкой Европы и чемпионкой мира в личном зачёте.
С 1995 года Ерджаник Аветисян представляла на международных соревнованиях Россию. В 1999 году на чемпионате мира по стендовой стрельбе в Тампере выиграла золотые медали как в личном так и в командном зачёте. В 2000 году, когда соревнования по стрельбе на круглом стенде среди женщин впервые вошли в олимпийскую программу, приняла участие в Олимпиаде в Сиднее, заняв 6 место. В 2006 году возобновив свою спортивную карьеру после некоторого перерыва, связанного с рождением третьего ребёнка, в третий раз стала чемпионкой мира в личном зачёте. В том же году ей удалось установить рекорд России и повторить рекорд мира.
После того как несмотря на эти достижения тренерский штаб сборной России не включил Ерджаник Аветисян в состав участников Олимпийских игр в Пекине, она решила вернуться в Армению и снова выступать под флагом этой страны. Не получив согласия Стрелкового союза России на переход под армянский флаг, была вынуждена пропустить два года в качестве «карантина». Из-за недостатка соревновательной практики не смогла успешно выступить на остававшихся лицензионных турнирах к Олимпийским играм в Лондоне и не отобралась на эти соревнования. Однако уже в 2012 году снова вышла на высокий уровень результатов и выиграла золотую медаль чемпионата Европы по стендовой стрельбе в Ларнаке в индивидуальном зачёте. 